# Pallavolo Modena 2010-2011

## Stagione
Nonostante l'eliminazione già ai quarti di finale play-off si lavora per migliorare ulteriormente la squadra a disposizione del confermato Silvano Prandi per la stagione 2010-11.
Arrivano in maglia gialloblù il ventiseienne schiacciatore della nazionale russa Yuri Berezhko - considerato uno dei maggiori talenti del volley internazionale - , il centrale italo-argentino Sebastián Creus, il palleggiatore Marco Fabroni da Latina e l'opposto Alberto Casadei dal Volley Forlì.
La squadra gialloblù, sponsorizzata Casa Modena, è impegnata su tre fronti: Campionato, Coppa Italia e Coppa CEV.
In seguito alle premature eliminazioni dalla Coppa CEV e dalla Coppa Italia, il 24 gennaio 2011 la società ha deciso di risolvere anticipatamente il rapporto di collaborazione con l'allenatore Silvano Prandi. Al suo posto Daniele Bagnoli, già in gialloblù in due fasi della sua carriera: prima dal '93-94 al '96-'97 e poi nel 2000-2001.
Dal 1/4/2011 si unisce alla squadra il palleggiatore brasiliano campione del mondo Bruno, a causa di un infortunio ad una mano del regista titolare Mikko Esko, per disputare il play-off della stagione in corso.

## Rosa
| \| Allenatore: Daniele Bagnoli \| \| \| \| \| Nome \| Naz. sport. \| Nome \| Naz. sport. \| \| Palleggiatori \| \| \| \| \| 3 Marco Fabroni \| Italia \| 14 Mikko Esko \| Finlandia \| \| 6 Bruno de Rezende \| Brasile \| \| \| \| Centrali \| \| \| \| \| 5 Wytze Kooistra \| Paesi Bassi \| 15 Sebastián Creus \| Italia \| \| 18 Marco Piscopo \| Italia \| \| \| \| Schiacciatori-laterali \| \| \| \| \| 9 Dick Kooy \| Paesi Bassi \| 16 Cristian Casoli \| Italia \| \| 17 Luis Díaz \| Venezuela \| \| \| \| Opposti \| \| \| \| \| 7 Ángel Dennis \| Italia \| 11 Alberto Casadei \| Italia \| \| Liberi \| \| \| \| \| 1 Loris Manià \| Italia \| 2 Edoardo Ciabattini \| Italia \| Note: | Dennis · # 7 Kooistra · # 5 Diaz · # 17 Kooy · # 9 Creus · # 15 Bruno · # 6 Manià · # 1 |                      |             |
| Allenatore: Daniele Bagnoli |                                                                                         |                      |             |
| Nome | Naz. sport.                                                                             | Nome                 | Naz. sport. |
| Palleggiatori |                                                                                         |                      |             |
| 3 Marco Fabroni | Italia                                                                                  | 14 Mikko Esko        | Finlandia   |
| 6 Bruno de Rezende | Brasile                                                                                 |                      |             |
| Centrali |                                                                                         |                      |             |
| 5 Wytze Kooistra | Paesi Bassi                                                                             | 15 Sebastián Creus   | Italia      |
| 18 Marco Piscopo | Italia                                                                                  |                      |             |
| Schiacciatori-laterali |                                                                                         |                      |             |
| 9 Dick Kooy | Paesi Bassi                                                                             | 16 Cristian Casoli   | Italia      |
| 17 Luis Díaz | Venezuela                                                                               |                      |             |
| Opposti |                                                                                         |                      |             |
| 7 Ángel Dennis | Italia                                                                                  | 11 Alberto Casadei   | Italia      |
| Liberi |                                                                                         |                      |             |
| 1 Loris Manià | Italia                                                                                  | 2 Edoardo Ciabattini | Italia      |

| Allenatore: Daniele Bagnoli |             |                      |             |
| Nome                        | Naz. sport. | Nome                 | Naz. sport. |
| Palleggiatori               |             |                      |             |
| 3 Marco Fabroni             | Italia      | 14 Mikko Esko        | Finlandia   |
| 6 Bruno de Rezende          | Brasile     |                      |             |
| Centrali                    |             |                      |             |
| 5 Wytze Kooistra            | Paesi Bassi | 15 Sebastián Creus   | Italia      |
| 18 Marco Piscopo            | Italia      |                      |             |
| Schiacciatori-laterali      |             |                      |             |
| 9 Dick Kooy                 | Paesi Bassi | 16 Cristian Casoli   | Italia      |
| 17 Luis Díaz                | Venezuela   |                      |             |
| Opposti                     |             |                      |             |
| 7 Ángel Dennis              | Italia      | 11 Alberto Casadei   | Italia      |
| Liberi                      |             |                      |             |
| 1 Loris Manià               | Italia      | 2 Edoardo Ciabattini | Italia      |

| \| Allenatore: Daniele Bagnoli \| \| \| \| \| Nome \| Naz. sport. \| Nome \| Naz. sport. \| \| Palleggiatori \| \| \| \| \| 3 Marco Fabroni \| Italia \| 14 Mikko Esko \| Finlandia \| \| 6 Bruno de Rezende \| Brasile \| \| \| \| Centrali \| \| \| \| \| 5 Wytze Kooistra \| Paesi Bassi \| 15 Sebastián Creus \| Italia \| \| 18 Marco Piscopo \| Italia \| \| \| \| Schiacciatori-laterali \| \| \| \| \| 9 Dick Kooy \| Paesi Bassi \| 16 Cristian Casoli \| Italia \| \| 17 Luis Díaz \| Venezuela \| \| \| \| Opposti \| \| \| \| \| 7 Ángel Dennis \| Italia \| 11 Alberto Casadei \| Italia \| \| Liberi \| \| \| \| \| 1 Loris Manià \| Italia \| 2 Edoardo Ciabattini \| Italia \| Note: | Dennis · # 7 Kooistra · # 5 Diaz · # 17 Kooy · # 9 Creus · # 15 Bruno · # 6 Manià · # 1 |                      |             |
| Allenatore: Daniele Bagnoli |                                                                                         |                      |             |
| Nome | Naz. sport.                                                                             | Nome                 | Naz. sport. |
| Palleggiatori |                                                                                         |                      |             |
| 3 Marco Fabroni | Italia                                                                                  | 14 Mikko Esko        | Finlandia   |
| 6 Bruno de Rezende | Brasile                                                                                 |                      |             |
| Centrali |                                                                                         |                      |             |
| 5 Wytze Kooistra | Paesi Bassi                                                                             | 15 Sebastián Creus   | Italia      |
| 18 Marco Piscopo | Italia                                                                                  |                      |             |
| Schiacciatori-laterali |                                                                                         |                      |             |
| 9 Dick Kooy | Paesi Bassi                                                                             | 16 Cristian Casoli   | Italia      |
| 17 Luis Díaz | Venezuela                                                                               |                      |             |
| Opposti |                                                                                         |                      |             |
| 7 Ángel Dennis | Italia                                                                                  | 11 Alberto Casadei   | Italia      |
| Liberi |                                                                                         |                      |             |
| 1 Loris Manià | Italia                                                                                  | 2 Edoardo Ciabattini | Italia      |

| Allenatore: Daniele Bagnoli |             |                      |             |
| Nome                        | Naz. sport. | Nome                 | Naz. sport. |
| Palleggiatori               |             |                      |             |
| 3 Marco Fabroni             | Italia      | 14 Mikko Esko        | Finlandia   |
| 6 Bruno de Rezende          | Brasile     |                      |             |
| Centrali                    |             |                      |             |
| 5 Wytze Kooistra            | Paesi Bassi | 15 Sebastián Creus   | Italia      |
| 18 Marco Piscopo            | Italia      |                      |             |
| Schiacciatori-laterali      |             |                      |             |
| 9 Dick Kooy                 | Paesi Bassi | 16 Cristian Casoli   | Italia      |
| 17 Luis Díaz                | Venezuela   |                      |             |
| Opposti                     |             |                      |             |
| 7 Ángel Dennis              | Italia      | 11 Alberto Casadei   | Italia      |
| Liberi                      |             |                      |             |
| 1 Loris Manià               | Italia      | 2 Edoardo Ciabattini | Italia      |

## Mercato

### Arrivi
- Sebastian Creus da Zinella Volley Bologna[4]
- Yuri Berezhko da VC Dinamo Mosca ( Russia)[5]
- Alberto Casadei da Volley Forlì[6]
- Marco Fabroni da Latina Volley[7]
- Bruno Mossa de Rezende da Cimed Esporte Clube Florianópolis ( Brasile)

### Partenze
- Jasmin Cuturic a Volley Forlì[8]
- Filippo Pagni a Lupi Pallavolo Santa Croce (prestito)[9]
- Davis Krumins a Gabeca Pallavolo Spa (prestito)[10]
- Alessandro Bartoli a Volley Cavriago (prestito)[10]
- Fabio Donadio a Volley Potentino (prestito)[10]
- Riccardo Pinelli a Club Italia (prestito)[10]
- Bram Van den Dries a Umbria Volley (prestito)[10]
- Francesco Biribanti a Ok Budvanska Rivijera ( Montenegro)[11]
- Fabio Soli a Universal Pallavolo Carpi[12]
- Yuriy Berezhko a VC Zenit-Kazan ( Russia) - Dal 29/04/2011

## Risultati
Campionato italiano di serie A1 - 5ª Classificata in regular season con 43 punti totali frutto di 17 vittorie e 9 sconfitte;
Coppa Italia serie A1 - Eliminata ai quarti di finale il 19/1/2011 contro la Sisley Treviso col punteggio di 1-3 ;
Coppa CEV - Eliminata al golden set nei quarti di finale della doppia sfida contro i turchi dello Ziraat Bankasi Ankara (3-1,0-3,GS 12-15).